# Laila Rouass
Laila Rouass (Londra, 22 giugno 1971) è un'attrice britannica di origini marocchine molto popolare in Gran Bretagna.

## Biografia
Nata a Londra da padre marocchino e madre indiana, comincia la sua carriera come VJ, nell'emittente Channel V a Mumbai, India. Dopo essersi spostata in Gran Bretagna, divenne famosa in Footballers' Wives tra il 2004 e il 2006. Inoltre recitò in Family Affairs, Hollyoaks e nell'episodio finale di I Dream. Rouass si classificò 87 ai FHM 100 Sexiest Women in the World 2004 e 69 ai FHM 100 Sexiest Women in the World 2005. Nel 2005 cominciò a recitare a fianco di Meera Syal nel remake televisivo del romanzo di Syal, Life Isn't All Ha Ha Hee Hee. Nel 2005 fece notizia l'invito a cena che le giunse da parte di uno sceicco arabo, sotto il compenso di un milione di sterline; la Rouass rifiutò l'offerta.

## Vita privata
Nel 2005 sposò l'uomo d'affari e il proprietario del The Accessory People, Nasa Khan. Nell'ottobre 2006 scoprì di essere incinta di sei mesi. Questa notizia portò alla separazione dei due, in quanto Khan non voleva ancora figli. Attualmente è fidanzata con il campione di snooker Ronnie O'Sullivan.

## Filmografia

### Cinema
- Split Wide Open, regia di Dev Benegal (1999)
- Bawandar, regia di Bhanwari Devi (2000)
- Le quattro piume (The Four Feathers), regia di Shekhar Kapur (2002)
- Shoot on Sight, regia di Jag Mundhra (2007)
- Freebird, regia di Jon Ivay (2008)
- Conan the Barbarian, regia di Marcus Nispel (2011)

### Televisione
- Family Affairs – soap opera, 1 puntata (2001)
- Casualty – serie TV, 2 episodi (2002-2006)
- Hollyoaks – serie TV, 1 episodio (2003)
- Footbalers' Wives – serie TV (2004-2006)
- Primeval – serie TV (2009)
- Le avventure di Sarah Jane (The Sarah Jane Adventures) – serie TV, 2 episodi (2010)
- Spooks – serie TV, 1 episodio (2010)
- Holby City – serie TV (2011-2021)
- Sadie J – serie TV, 1 episodio (2011)
- L'ispettore Barnaby (Midsomer Murders) – serie TV, episodi 16x04-23x03 (2014-2023)
- The Royals – serie TV (2015)
- Stella – serie TV (2016)
- The Lodge – serie TV, 4 episodi (2016)
- Safe – serie TV (2018)

## Doppiatrici italiane
Nelle versioni in italiano dei suoi film, Laila Rouass è stata doppiata da:
- Stella Musy in Primeval, The Royals, Safe